# Stazione di Willesden Junction
La stazione di Willesden Junction è una stazione situata ad Harlesden nel borgo londinese di Brent.

La stazione si trova all'incrocio tra la linea lenta per Watford (sezione della West Coast Main Line), della ferrovia North London e della ferrovia West London. Oltre che dai treni suburbani transitanti su queste linee, la stazione è servita anche dai treni della linea Bakerloo della metropolitana di Londra.

## Storia

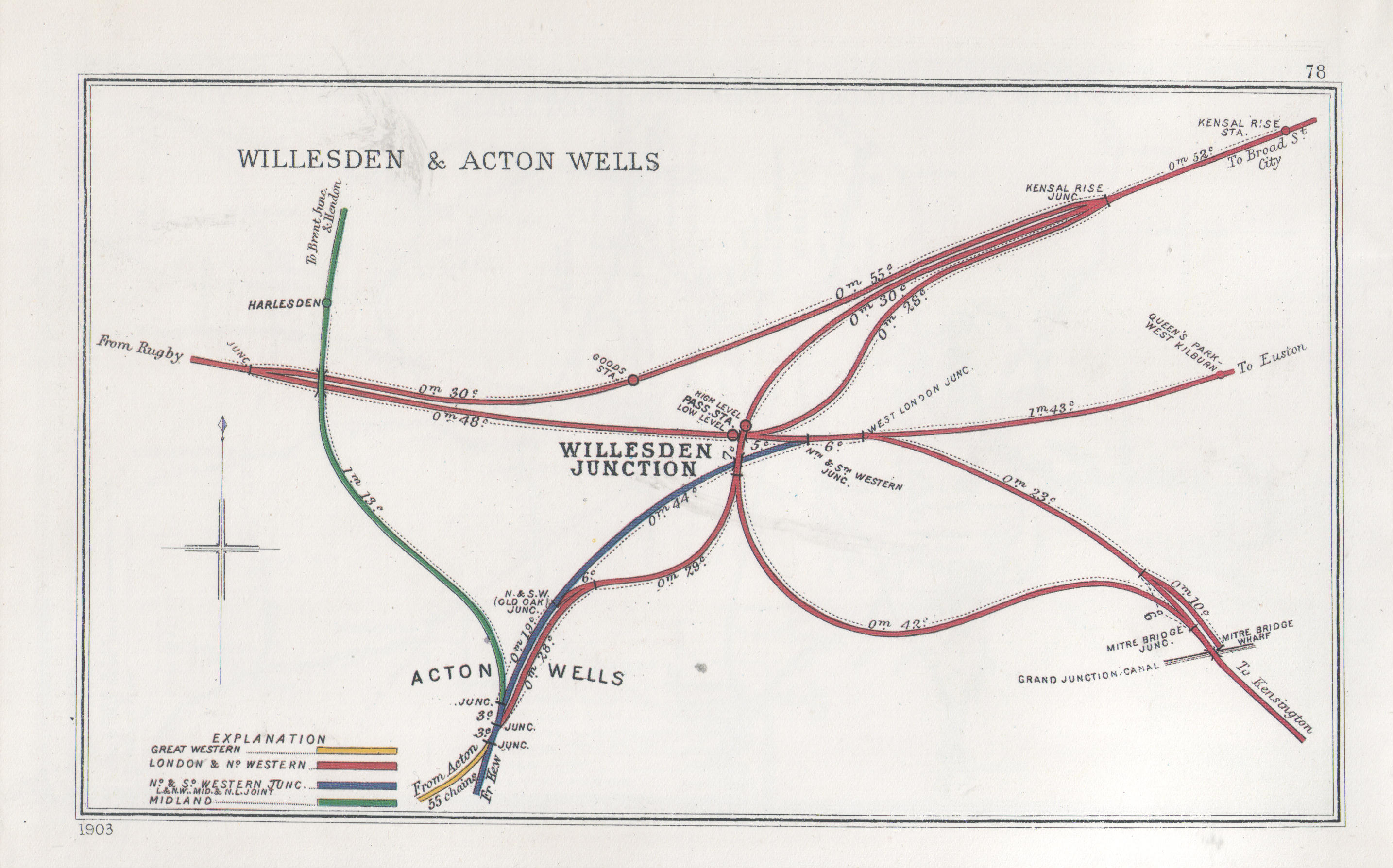
Willesden Junction nel 1903. La stazione pre 1866 'Willesden' era sulla linea rossa ad ovest, appena al di là della verde Midland Railway Dudding Hill Line

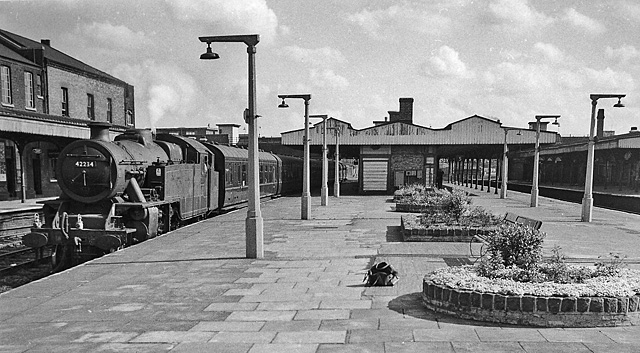
Stazione di Willesden Junction - fine della piattaforma verso Euston nel 1962

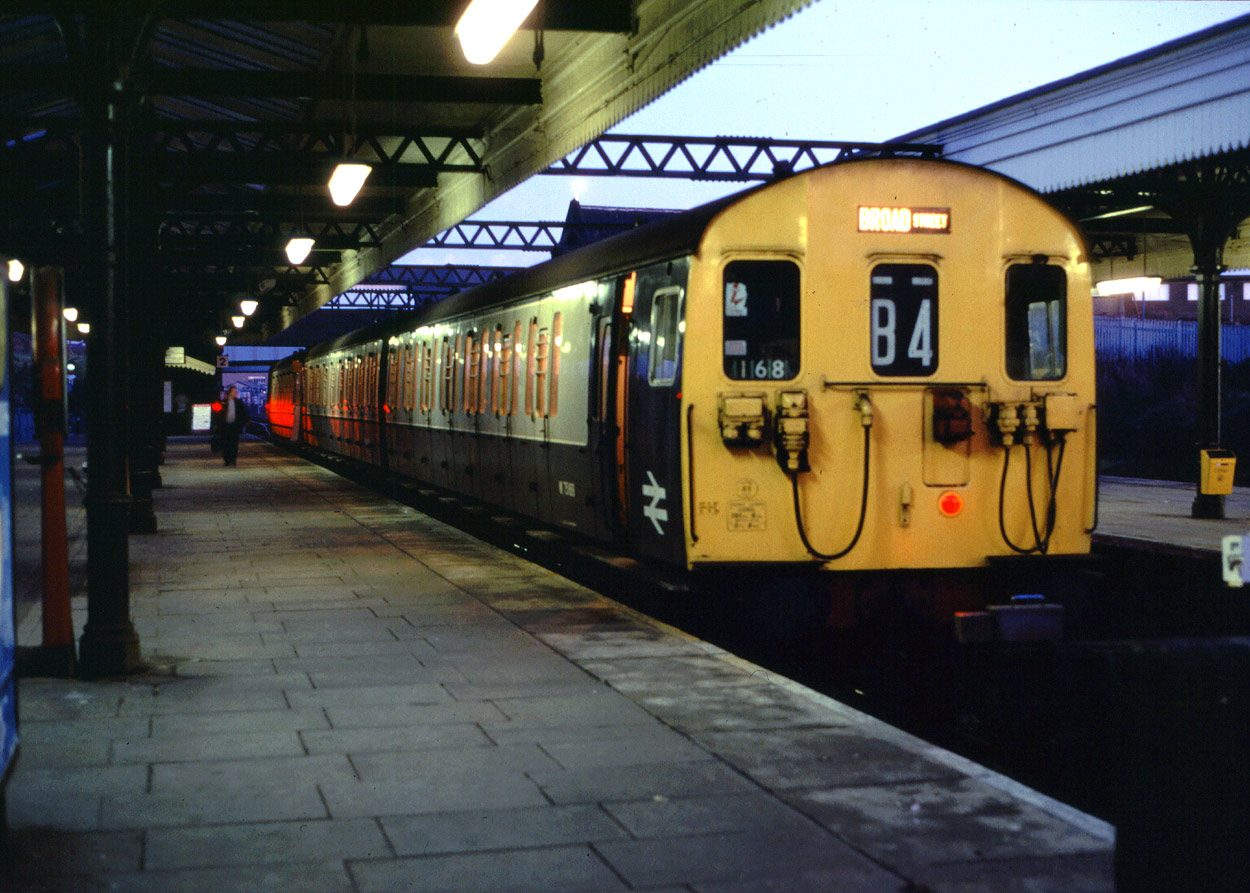
Un treno Class 501 in attesa di partire per Broad Street (stazione chiusa nel 1986)

La stazione si è sviluppata in tre diversi siti contigui:
- La stazione della West Coast Main Line fu aperta, dalla London and North Western Railway, il 1º settembre 1866 per sostituire la stazione della London and Birmingham Railway, costruita nel 1841, che si trovava 800 metri a nord-ovest. Il servizio passeggeri terminò nel 1962 quando le banchine vennero demolite nel corso dei lavori di elettrificazione della WCML. Successivamente vennero ricostruiti i ponti per la North London Line.
- La stazione al piano rialzato, sulla North London Line venne aperta dalla North London Railway nel 1869 su una linea che incrociava la West Coast Main Line quasi ad angolo retto. Nel 1894 una nuova stazione al piano rialzato venne costruita, con una banchina a isola e un terzo binario più corte per i treni per Earl's Court (successivamente rimosso) assieme a un nuovo fabbricato viaggiatori, tuttora esistente.
- La stazione al piano inferiore (inizialmente nota come Stazione di Willesden New), sulla linea lenta per Watford, venne aperta nel 1910 a nord della linea principale, con due binari passanti e due di testa da e verso Londra. Le banchine dei binari di testa erano inizialmente abbastanza lunghe per i treni a quattro carrozze della linea Bakerloo, treni che venivano utilizzati per il servizio negli orari di morbida; tali banchine sono state accorciate negli anni sessanta del XX secolo, quando è stato installato un nuovo blocco di servizi igienici.
In tempi più recenti, gli edifici presenti sulla banchina sono stati ricostruiti e la lunghezza dei marciapiedi è stata aumentata per l'aggiunta di una quarta vettura ai treni della Classe 378, seguita, nell'ottobre 2014, da un ulteriore scavo ad ovest in previsione dell'aggiunta di una quinta carrozza a questi treni.

I binari della West Coast Main Line erano numerati in ordine crescente a partire da sud (includendo quelli diretti a Kensigton), seguiti dai binari della stazione al piano rialzato e poi da quelli della linea lenta per Watford. Nel corso del tempo e dopo le varie modifiche, i binari che rimanevano sono stati rinumerati.

## Strutture e impianti
Oggi, non vi sono banchine sulla West Coast Main Line, che è separata dalla stazione del "piano inferiore" da un binario di raccordo per il deposito treni di Willesden, situato immediatamente a sud-est della stazione.
La stazione al piano rialzato è costituita da una banchina a isola, ricostruita nel 1956, che serve i binari 4 e 5, che si trovano al livello di Old Oak Lane ad ovest della stazione, e che sono utilizzati per i servizi ferroviari transitanti sulla North e West London Line. Questa banchina è stata allungata per poter accogliere i treni a quattro carrozze della Classe 378. Al piano rialzato esisteva, in precedenza, aveva un ulteriore binario nel lato orientale, usata per servizi da e per Earl's Court.
La stazione al piano inferiore, a livello della zona a sud, è costituita da una banchina a isola, con facce esterne che danno sui binari 1 e 3 e una faccia interna (sul binario 2). Nel mese di ottobre 2014, la linea lenta per Watford è stata chiusa temporaneamente tra le stazioni di Wembley Central e Queen's Park, per consentire di estendere a ovest la banchina del 2. La maggior parte degli edifici originali sono stati demoliti, quando la banchina del binario 2 è stata estesa in previsione dell'operatività dei treni della Classe 378 più lunghi e della costruzione di un nuovo ponte pedonale e di un ascensore nel 1999.
I binari 1 e 3 sono utilizzati dalla linea Bakerloo, che iniziò i servizi il 10 maggio 1915 e dalla linea Watford DC della London Overground. Fino a maggio 2008 i treni della linea Bakerloo in direzione nord, che cambiavano direzione al deposito di Stonebridge Park (due stazioni più avanti) terminavano il servizio passeggeri a Willesden Junction, mentre i treni in direzione sud iniziavano il servizio passeggeri alla stazione di Stonebridge Park; questo squilibrio portò alla situazione per cui non vi fosse sufficiente personale della metropolitana oltre Willesden Junction per supervisionare l'incarrozzamento dei viaggiatori. Questo cambiò quando, nel novembre del 2007, London Underground è subentrata a Silverlink nella gestione della linea e, conseguentemente del personale di stazione e, da allora, tutti i treni diretti al deposito di Stonebridge Park terminano nella stazione di Stonebridge Park.
Normalmente, solo il primo e l'ultimo treno della giornata che inizia o termina a Willesden Junction la corsa, utilizza il binario 2; questo binario di testa è, tuttavia, utilizzato normalmente per il trasferimento tra il deposito e le linee North London e Gospel Oak-Barking.
La segnaletica della stazione sulle banchine, sotto al roundel della Overground riporta la dicitura "scendere per il centro di Harlesden" (in inglese: Alight for Harlesden town centre).

## Movimento
Willesden Junction è un nodo ferroviario con servizi operati da Arriva Rail London, marchiati London Overground (linee North & West London e Watford DC), e London Underground (linea Bakerloo).
Il tipico servizio degli orari di morbida transitante sulle linee North & West London e Watford DC prevede il passaggio di:
- 4 treni all'ora per Watford Junction[6];
- 4 treni all'ora per Londra Euston[6];
- 8 treni all'ora per Stratford (4 provenienti da Richmond, 4 da Clapham Junction)[7];
- 4 treni all'ora per Richmond[7];
- 4 treni all'ora per Clapham Junction[7].

I servizi di Southern Railway transitanti tra Milton Keynes Central/Watford Junction e South Croydon/East Croydon, nonché i servizi di London Northwestern Railway transitanti tra Londra Euston e Tring, non fermano attualmente in questa stazione giacché non sono più presenti banchine lungo la linea veloce. Tuttavia, è stato predisposto per il futuro un piano che permetterà la fermata di questi servizi, conseguente, ovviamente, alla ricostruzione di banchine lungo la linea veloce.

## Interscambi
Nelle vicinanze della stazione effettuano fermata alcune linee automobilistiche urbane, gestite da London Buses.
- Fermata autobus